# Pantheon Books
Pantheon Books es un sello editor estadounidense que forma parte del grupo Knopf Doubleday Publishing Group.

## Historia
La editorial Pantheon Books fue fundada en 1942 en Nueva York por los editores alemanes Hellen y Kurt Wolff y el editor francés Jacques Schiffrin, huidos de Europa durante la Segunda Guerra Mundial.
Fue adquirida en 1961 por Random House. Bajo la nueva dirección (confiada a André Schiffrin, hijo de Jacques), Pantheon Books continuó editando a muchos autores europeos, entre otros Michel Foucault, Marguerite Duras o Simone de Beauvoir.

## Cómic
Desde el éxito internacional del cómic Maus, de Art Spiegelman, este sello promocionó la edición de cómics y tebeos para adultos. Entre sus publicaciones, se puede citar Ice Haven, La Perdida, Black Hole, A la sombra de las torres muertas o Asterios Polyp. También publica íntegramente series originales en Fantagraphics Books como Jimmy Corrigan, el chico más listo del mundo de Chris Ware.
Pantheon Books continúa publicado a autores francófonos, con títulos como El gato del rabino, de Joann Sfar o Persépolis, de Marjane Satrapi.